# برایینا (چیچواتس)
برایینا (به صربی: Braljina) یک منطقهٔ مسکونی در صربستان است که در چیچواتس واقع شده‌است. برایینا ۱۱۸ نفر جمعیت دارد.